# Eddie McGoldrick
Edward John Paul McGoldrick (Islington, 1965. április 30. –) ír válogatott labdarúgó.

## Pályafutása

### Klubcsapatban
Pályafutása során több csapatban is megfordult, játszott többek között a Kettering Town (1981–84), a Nuneaton Borough (1984–86), a Northampton Town (1986–88), a Crystal Palace (1988–93), az Arsenal (1993–96), a Manchester City (1996–99), a Stockport County (1998) és a Corby Town (2000) csapatában. 

### A válogatottban
1992 és 1995 között 15 alkalommal szerepelt az ír válogatottban. Részt vett az 1994-es világbajnokságon, de egyetlen mérkőzésen sem lépett pályára . 

### Edzőként
2000-ben a Corby Town játékosedzője volt, 2003-ban a Bashley FC csapatát edzette. 2009 és 2012 között a Northampton Town, 2012 és 2014 között a Crystal Palace utánpótlásában tevékenykedett. 2014-től a Crystal Palace akadémiáján dolgozik.

## Sikerei, díjai
Arsenal FC
- KEK-győztes (1): 1993–94